# 进士牌坊
进士牌坊，位于中国广东省韶关市南雄市乌迳镇孔塘村，现为南雄市文物保护单位，类型为古建筑，公布时间为1997年7月9日。
坊坐北向南。花岗岩石构筑，四柱三门三楼，通面宽6米、高7.5米。中门二层石匾横刻正楷“进士”大字，右边竖刻小楷“乾隆七年壬戍岁会试”，左边竖刻“中试柒拾贰名进士徐廷芳立”。三层石匾竖写阳刻正楷“恩荣”二字。青砖砌筑叠涩出檐，青瓦盖庑殿顶。
进士牌坊的历史年代为清代。